# Kurt Rötzer
Kurt Rötzer, född 7 juni 1921, död 20 maj 1984, var en friidrottare från Österrike. Han deltog vid olympiska sommarspelen 1952.